# Myrmeleon ambiguus
Myrmeleon ambiguus är en insektsart som först beskrevs av Navás 1932.  Myrmeleon ambiguus ingår i släktet Myrmeleon och familjen myrlejonsländor. Inga underarter finns listade i Catalogue of Life.